# Православен
Православен (болг. Православен) — село в Болгарії. Розташоване у Пловдивській області, входить до складу громади Первомай. Населення становить 531 чоловік.

## Політична ситуація
У місцевому кметстві Православен, до складу якого входить село, посаду кмета (старости) виконує Ташко Вангелов Ташев (коаліція у складі 2 партій: БСП, ЗСАС).
Кмет (мер) громади Первомай — Ангел Атанасов Папазов (коаліція партій: СВД, ЗНС).

## Карти
- bgmaps.com[недоступне посилання з липня 2019]
- emaps.bg[недоступне посилання з червня 2019]
- Google